# Карім Джамар
Карім Джамар (англ. Kareem Jamar; нар. 11 жовтня 1992, Лос-Анджелес) — американський баскетболіст. Комбогард «Харківських Соколів».

## Клубна кар'єра
27 вересня 2019 року підписав контракт баскетбольним клубом «Харківські Соколи.